# Эльдред (король Хвикке)
Эльдред (англ. Ealdred) был королём Хвикке, англосаксонского королевства, занимавшего земли на территории, которая позже стала Глостерширом и Вустерширом. Он также был эрлом короля Оффы из Мерсии. Правил совместно с Энбертом и Утредом. В 757 году Энберт, Утред и Эльдред пожаловали землю епископу Милреду, а в 759 году аббату Хедде. В 778 году в хартии короля Оффы Эльдред назван эрлом Хвикке, в этой хартии Эльдред получил от Оффы земельный надел. Похоже, что вскоре после смерти Эльдреда Оффа узурпировал Хвикке, но, возможно, сохранил родственников Эльдреда в качестве эрлов.